# Tijana Andrejić
Tijana Andrejić (maj 1986, Novi Sad) je srpska pijanistkinja.

## Biografija
Tijana Andrejić je rodjena 1986. godine u Novom Sadu (Srbija).
Osnovne studije na Akademiji umetnosti u Novom Sadu zavrsava sa titulom „Mali princ“ kao najbolji student Muzičkog departmana Akademije. 2009. godine se seli u Italiju gde upisuje Akademiju „Santa Cecilia“ u Bergamu u klasi prof. Konstantina Bogina koju završava paralelno sa master studijama u Novom Sadu. U oktobru 2010. upisuje prestižnu italijansku Akademiju „Incontri col Maestro“ u Imoli u klasi Maestra Borisa Petrushanskog.
Pohađala je master kurseve kod profesora kao sto su: Kemal Gekić, Rustemm Hajrudinov, Sergei Babayan, Sergei Kudrjakov, Jean Efflam Bavouzet.
Tokom školovanja u Srbiji bila je stipendista Fonda za mlade talente i Fondacije za razvoj naučnog i umetničkog podmlatka Ministarstva prosvete Republike Srbije.
Dobitnik prve nagrade na internacionalnom takmičenju „Isidor Bajić Piano Memorial“ 2006. (član svetske federacije takmičenja u Ženevi).
Nastupa u najvažnijim salama u Srbiji: Galeriji i Velikoj Dvorani Zadužbine Ilije M. Kolarca u Beogradu, Gradskoj kući i Sinagogi u Novom Sadu, Gradskoj kući u Subotici i u mnogim drugim salama širom zemlje. Aktivno koncertira u Italiji, svirala je u prestižnoj sali Univerziteta Bocconi u Milanu, Teatru Politeama u Palermu, Teatru Miela u Trstu, Teatru Bon u Udinama i u drugim zemljama (Estoniji, Ukrajini, Českoj, itd). Nastupala je sa Orkestrom Radio Televizije Srbije, Orkestrom internacionalnog pijanistickog festivala Brescie i Bergama, Simfonijskim Orkestrom Banatul iz Temisvara, Orkestrom 'Mihail Jora' iz Bakaua, Kamernim Orkestrom iz Ceskih Budejovica, Orkestrom Akademije Umetnosti u Novom sadu i saradjivala sa sledecim dirigentima: Bojan Suđić, Pier Carlo Orizio, Ovidiu Balan, Gheorghe Costin, Marek Šedivý.
Njen repertoar se prostire od Bachovih Goldberg varijacija do Szymanowskog, Stravinskog, Shchedrina, Lutoslawskog i Ligetija. Tijana Andrejić i renomirani italijanski pijanista Giuseppe Andaloro sviraju aktivno u klavirskom duu i nedavno su premijerno izveli Andalorovu transkripciju „Posvećenja proleća“ Igora Stravinskog za dva klavira i dva violončela zajedno sa Giovanni Sollimom i Monikom Leskovar.

## Spoljasnje veze
- https://web.archive.org/web/20120524085032/http://www.tijanaandrejic.com/